# Гринішак Микола Іванович
Микола Іванович Гринішак — старший сержант окремого загону спеціального призначення НГУ «Азов» Національної гвардії України, учасник російсько-української війни, що відзначився під час російського вторгнення в Україну в 2022 році.

## Життєпис
Микола Гринішак народився 15 липня 1991 року в місті Надвірній Івано-Франківської області. Працював в органах внутрішніх справ України. З початком АТО на сході України з вересня 2014 року до вересня 2015 року брав участь у військових діях в складі тодішнього полку патрульної служби міліції особливого призначення «Азов» ГУМВС України в Київській області. Військову службу ніс у складі 18-го полку оперативного призначення (в/ч 3057; з жовтня 2019 року — 12-тої бригади оперативного призначення імені Дмитра Вишневецького (12 БрОП) окремого загону спеціального призначення НГУ «Азов» Національної гвардії України) з місцем дислокації у місті Маріуполь на Донеччині. З початком повномасштабного російського вторгнення в Україну був мобілізований та перебував на передовій, захищав Маріуполь.

## Нагороди
- орден За мужність III ступеня (2022) — за особисту мужність і самовіддані дії, виявлені у захисті державного суверенітету та територіальної цілісності України, вірність військовій присязі[4].